# 比天高比地厚
《比天高比地厚》（韓語：하늘만큼 땅만큼）是韓國KBS自2007年1月15日起播放的日日連續劇，講述兩個截然不同的家庭之故事。

## 劇情介紹
兩個家庭，一個沒有顯赫的社會地位，經濟也不寬裕，家庭的成員雖然矛盾不斷，但都能彼此信任和愛護，堅守著家族的和睦；另一個擁有著令人羡慕的社會地位和優越的經濟條件，但夫妻間沒有愛和信任，僅是礙於面子維繫著空洞的家庭關係......

## 角色介紹

### 主要人物
- 韓孝周 飾演 石之秀（粵語配音：鄧潔麗）

從小失去母親，所以非常喜愛自己的老爸，對家庭的和睦看得很重，畢業後在尚顯的阿姨明珠的公司就職，擔任電影宣傳的工作，而明珠是她爸爸的學生，但明珠喜歡老師的事情，之秀也很贊成，希望能促成他們結婚，與武英從小就認識，比任何人都了解外表叛逆的武英其實內心很純真，像姊姊一樣疼愛及關心他。
- 朴海鎮 飾演 鄭武英（粵語配音：黎景全）

明慈的養子，天性開朗，但因為際遇使他不善於表達真心，不能圓滿的處理人際關係，從小就與養父母保持距離，不喜歡凡事都跟無血緣的哥哥比較，表現的非常叛逆，唯一的好友之秀，時常帶給他溫暖。
- 姜晶華 飾演 尹銀珠（粵語配音：王夢華）

有個凡事都會為她照料的媽媽，導致銀珠個性自我，不願為他人著想，與尚顯結婚後，因各種家庭因素而常與尚顯吵架，但與尚顯分開後又開始後悔，直到懷孕後一切都開始改變。
- 李柱賢 飾演 金尚顯

對父母很孝順，自尊心強且固執，常替弟弟武英解決麻煩問題，但兩人之間總是有心靈上的隔閡，與富家女銀珠結婚而住在娘家，但不願接受女方的金援，且與銀珠的個性相差甚遠。
- 洪秀兒 飾演 尹銀荷（粵語配音：莊巧兒）

銀珠的妹妹，與姊姊的個性相差很多，很愛跟爸媽撒嬌，在補習班認識了姊夫的弟弟武英，進而喜歡上她，但武英只把它當作是妹妹來看待，在得知了武英喜歡之秀後，內心很難過。

### 之秀家
- 洪耀燮 飾演 石宗勳
- 徐在慶 飾演 石之雄
- 姜萊燕 飾演 徐美愛

### 武英家
- 潘曉靜 飾演 韓奉來
- 鄭再順 飾演 李順臨
- 鄭愛利 飾演 朴明慈
- 鄭漢溶 飾演 金泰植
- 尹海英 飾演 朴明珠
- 金日宇 飾演 朴明泰

### 銀珠家
- 鄭東煥 飾演 尹在斗
- 金慈玉 飾演 安慧卿

### 其他人物
- 崔元英 飾演 張英明
- 韓振熙 飾演 英明父
- 李甫姬 飾演 英明母
- 徐俊英 飾演 宋志民
- 李惠淑 飾演 武英生母珍淑

## 海外播出
- 台灣由八大電視購買了播映權，並於八大第一台2008年2月22日晚間8點以《美好人生》為劇名播出，之後於八大戲劇台晨間8點播出時更名為《比天高地厚》。
- 香港由亞洲電視購買了播放權，並於本港台2008年5月5日起星期一至五15:30至16:00開始播放。